# サン・ジョルジェ城

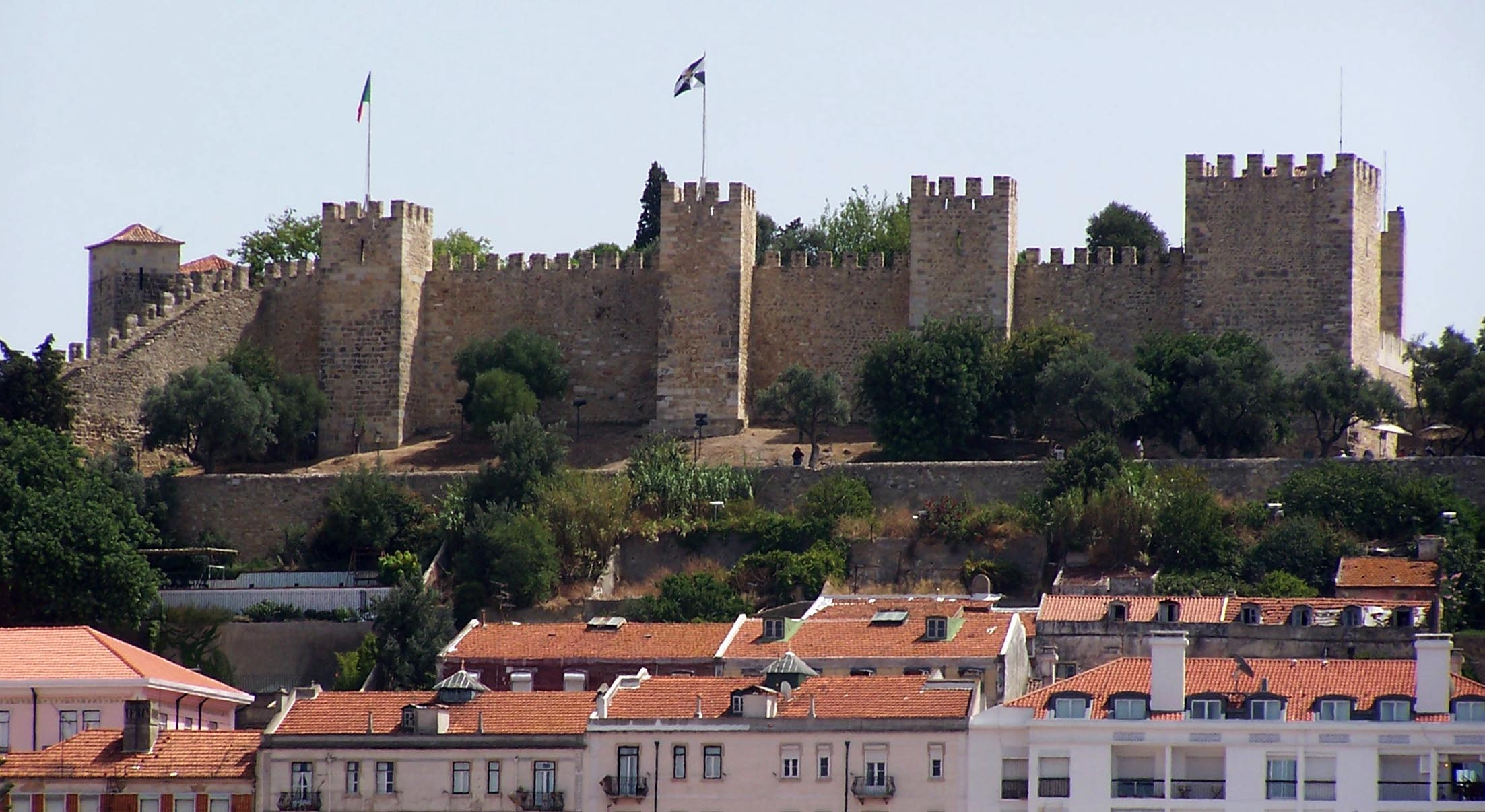
サン・ジョルジェ城

サン・ジョルジェ城 （サン・ジョルジェじょう、Castelo de São Jorge）は、ポルトガル・リスボン中央部にある城。市内の高台にそびえ、観光客が訪れる。

## 歴史

### 発祥
丘の上の最初の要塞化は紀元前2世紀頃であるということだけ知られているが、考古学調査から、少なくとも紀元前6世紀までには、フェニキア人・古代ギリシャ人・カルタゴ人の影響を受け、土着のケルト人とイベリア人が占領していたとわかった。のち、古代ローマ帝国、スエビ族、西ゴート王国、ムーア人と支配者が変わった。現在につながる本格的なものは8世紀にイスラム勢力によってつくられたとみられる。

### 中世

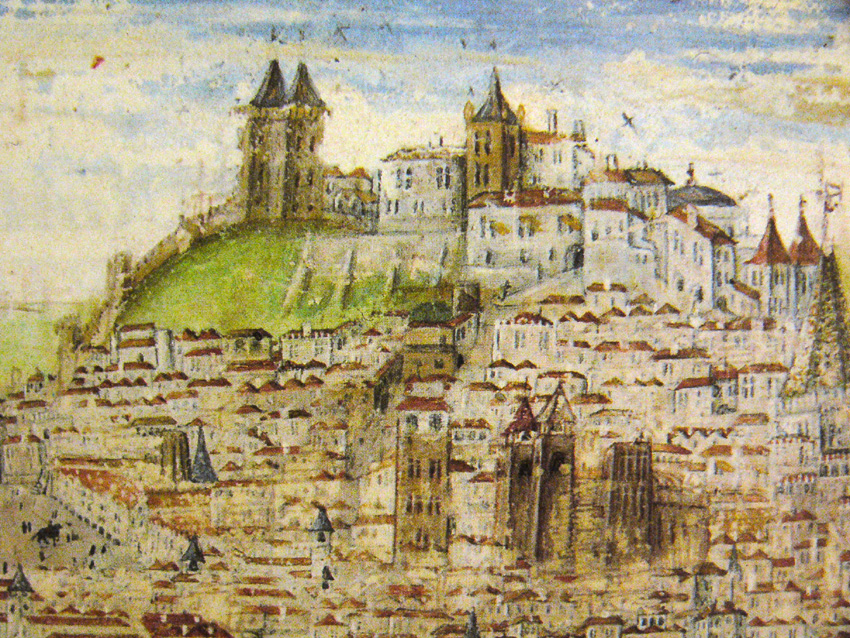
16世紀初頭の城とリスボンの眺め。2つの塔は王宮の一部。ドゥアルテ・ガルヴァオン著『アフォンソ・エンリケス年代記』より

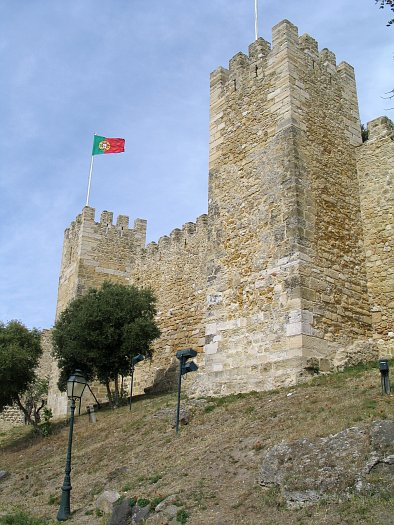
城壁と塔

レコンキスタが南下してくると、城とリスボンの町はポルトゥカーレ伯アフォンソ・エンリケス（のちの初代ポルトガル王アフォンソ1世）により、ムーア人から取り戻された。彼には第2回十字軍に参加した北ヨーロッパ貴族の援助があった。1147年のリスボン攻防戦では、有名な伝説によると、マルティン・モニスという騎士が城の扉の一つが開くと、閉めさせないために己の体を盾にして立ちはだかり、仲間の騎士たちを入城させて自身は絶命したという。
城は、12世紀後半のムーア人侵入を持ちこたえた。リスボンは王国の首都として拡大し、1255年に王宮となった（アルカソヴァ城Alcáçovaの名前で呼ばれた）。1300年代にはディニス1世が大改修を行った。
1373年から1375年にかけ、フェルナンド1世が新たにリスボンを取り巻く城壁をつくらせた（セルカ・ノヴァCerca NovaまたはフェルナンディーナFernandinaという）。一部は古いムーア人の城壁と取り替えられ、かつて防御のない部分だったところを取り囲むように設計された。77の塔、周辺は5,400メートルで、わずか2年で建てられた。14世紀後半には、城とリスボンはカスティーリャ軍の侵攻に立ち向かった。
アヴィス朝の開祖ジョアン1世は、城を聖ジョルジェへ捧げた。彼の王妃フィリパはイングランド王女であり、どちらの国でも龍と戦う聖人ジョルジェ（英語では聖ジョージ）は人気があった。
14世紀から16世紀初頭にかけ、塔の一つウリッセス塔またはアルバッラ塔は、王国の公文書館となった。このために現在の国立ポルトガル公文書館は未だトーレ・ド・トンボ（Torre do Tombo）すなわち公文書塔と呼ばれている。年代記作者フェルナォン・ロペスとダミアォン・デ・ゴイースはここで働いていた。
王宮として、城はインド航路開拓者ヴァスコ・ダ・ガマを歓待するのに使われた。城では1502年に劇作家ジル・ヴィセンテの『モノローゴ・ド・ヴァクエイロ』がマヌエル1世の嫡子ジョアン（のちのジョアン3世）の誕生を祝い上演された。

### 近世
16世紀初頭、マヌエル1世はテージョ川沿いに新しい王宮リベイラ宮殿を建てた。古い中世のアルカソヴァ城はその存在意義を失い始めた。1531年の地震でアルカソヴァ城は損害を受けた。1569年、セバスティアン1世は自身の住居とするため王宮アルカソヴァの再建を命じた。セバスティアン王が死にスペイン支配が始まると、城は兵舎や監獄となった。
1755年のリスボン地震で城はさらに被害を受けた。1780年から1807年にかけ、貧しい子供たちに教育を受けさせるための慈善団体が要塞の中で設立された。1788年、ポルトガル最初の気象台が城の塔の一つに作られた。
城が放置される時代は1940年代まで続いた。拡張工事が行われ、城にあった不釣り合いな建築物の多くが、前世紀にまでに破壊されたものと混じり合った。城はどこよりも素晴らしいリスボンの眺めが味わえることから、観光客に非常に人気がある。

## 建築

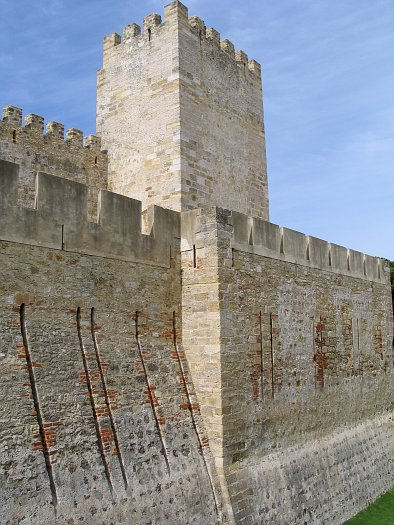
楼門

城一帯は城壁に取り囲まれた、四角形の要塞の姿である。かつての王宮跡、庭園とリスボンを眺められる広い広場がある。城の主要門は、1846年の日付とマリア2世の名でポルトガル王国の紋章が加えられた19世紀につくられたものである。この門を通るとアルマス広場へ入る。古い大砲と、城を最初に征服したアフォンソ1世のブロンズ像が立つ。この像は、ギマリャンイス城近くにあるロマン派の彫刻家ソアレス・ドス・レイスの19世紀の作品の模造品である。
王宮跡は主要門近くにあり、いくつかの壁と再建されたカーサ・オギヴァルの部屋が残るのみである。
最も高い要塞部分の北西には、中世の城があった。包囲された時代、もし要塞を攻撃され侵入されたら、城が最後の強固な抵抗の場所だった。四角形の10の塔がある。歩いて塔を上ると、360度の素晴らしいリスボンの眺めが楽しめる。
主要部分を離れると、城は南と東をバルバカ（barbacã）という楼門で守られている。北と西は険しい丘の急勾配である。城には堀が巡らせてあったが、いまは干上がっている。主要門には石造りの橋が架けられている。西側に下の丘まである長い城壁と塔がある。この塔は谷の下を管轄し、城が敵に奪われた際逃げ道を確保するためのものである。